# Dryopteris villarii
Dryoptéris de Villars
Espèce
Le Dryoptéris de Villars (Dryopteris villarii) est une espèce de fougères de la famille des Dryopteridacées.